# Christine Buchegger
Christine Buchegger, née le 19 novembre 1942 à Vienne et morte le 3 mars 2014 (à 71 ans) à Munich, est une actrice autrichienne. Son rôle le plus célèbre est celui de Katarina Egerman dans le téléfilm De la vie des marionnettes, réalisé par Ingmar Bergman.

## Biographie
Elle commence sa carrière d'actrice au théâtre, après avoir étudié au Séminaire Max Reinhardt de Vienne. Après des étapes à Linz et à Graz, elle se produit au Théâtre national de Vienne sous la direction de Léon Epp. En 1972, Christine Buchegger part pour Munich, où sa carrière théâtrale se poursuit sous la direction du célèbre metteur en scène Ingmar Bergman. Travaillant au Théâtre national de Bavière, elle joue notamment dans les pièces Les Trois Sœurs d'Anton Tchekhov, Mademoiselle Julie d'August Strindberg et Hedda Gabler d'Henrik Ibsen.
En 1980, le cinéaste Ingmar Bergman la choisit pour tenir le principal rôle féminin de son téléfilm De la vie des marionnettes, diffusé au niveau international. Suivent des apparitions dans la mini-série Der Salzbaron en 1993, et le film Frische Ware de Paul Harathers. Elle intervient aussi plusieurs fois dans des épisodes de la série Inspecteur Derrick.
Christine Buchegger décède le 3 mars 2014 à Munich, âgée de 71 ans.

## Filmographie

### Cinéma
- 1960 : Glocken läuten überall : Lena
- 1976 : Die Elixiere des Teufels (de) : Euphemie
- 1977 : Unordnung und frühes Leid : Fraulein Kowitl
- 1977 : Lady Dracula : Irene Ruhesanft

### Télévision
- 1960 : Das Land des Lächelns (film TV) : Lena
- 1966 : Die Tänzerin Fanny Elßler (film TV) : une patriote
- 1966 : Ein Tag ohne Morgen (film TV) : Anais Massoubre
- 1966 : Das Märchen (film TV) : Ninette
- 1967 : Gespensterquartett (court-métrage)
- 1967 : Rebell in der Soutane (film TV) : Eliza
- 1970 : Der Querulant (film TV) : Marie Oedlinger
- 1970 : Claus Graf Stauffenberg (film TV) : Nina Schenk Gräffin von Stauffenberg
- 1970 : Das Kamel geht durch das Nadelöhr  (film TV) : Helene
- 1971 : Der Kurier der Kaiserin (série télévisée) : Steffi Weinmüller (épisode Ein Preuße in Wien)
- 1971 : Arsène Lupin : Tamara (épisode Les anneaux de Cagliostro)
- 1971 : Wenn der Vater mit dem Sohne (série télévisée) : Christiane genannt Chrid/Fredys Braut (épisode Der Krach)
- 1971 : Der Fall Eleni Voulgari (film TV) : Eleni Voulgari
- 1972 : Sultan zu verkaufen (film TV)
- 1972 : Das Hohelied (film TV) : Eva
- 1972 : Notre agent à Salzbourg : serveuse
- 1972 : Defraudanten (film TV) : Inaja
- 1973 : O'Henry erzählt  (série télévisée) : Lead
- 1973 : Inferno (film TV) : Frieda Uhl
- 1974 : Die See (film TV) : Rose Jones
- 1974 : Le petit docteur (série télévisée) : Irene (épisode Das Arsenschloss)
- 1975 : Die Verschwörung des Fiesco zu Genua (film TV) : Leonore
- 1976 : Le comte Yoster a bien l'honneur (série télévisée) : Magda-Maria Bjelkina (épisodes Undank ist der Welt Lohn et Der Ton macht die Musik)
- 1977 : Travesties (film TV)
- 1978 : Wilhelm Meisters Lehrjahre (film TV)
- 1984 : Der Andro-Jäger (série télévisée) : Tamara (épisode Knattersmann oder Ripp)
- 1985 : Wind von Südost (film TV) : Krimhild
- 1992 : Mord im Wald (film TV) : Erika / Martha Tauer
- 1993 : Der rote Vogel (mini-série) : Sœur Peregrina
- 1993 : Dann eben mit Gewalt (film TV)
- 1994 : Verliebt, verlobt, verheiratet (série télévisée)
- 1994 : Un cas pour deux (série télévisée) : Ellen Schäfer (épisode  Das fremde Herz)
- 1994 : Endloser Abschied (film TV)
- 1994 : Der Salzbaron (série télévisée) : Emma von Mitzko (6 épisodes)
- 1995 : Das Traumschiff (série télévisée) : Vera Winkelmann (épisode Mauritius)
- 1995 : Der Mann auf der Bettkante (film TV) : Eva
- 1996 : Zwei zum Verlieben (série télévisée) : Baronne Bettina von Parchim (épisode Lisa und Tina)
- 1987 - 1996 : Le Renard (série télévisée) Lore Schelling / Kathrin Prühl / Edith Vondrell / (10 épisodes)
- 1996 : Liebe, Leben, Tod (film TV) : Sophie
- 1975 - 1996 : Inspecteur Derrick (série télévisée) : (10 épisodes)
- 1996 : Das Geständnis (film TV) : Elsa Karbach
- 1996 : Schöne G'schichten mit Helmut Fischer: Hund und Katz (film TV)
- 1997 : Cinq sur 5 (série télévisée) : Anke Reinhard (épisodes Falsches Spiel et Vergiß Brasilien)
- 1997 : Sophie - Schlauer als die Polizei erlaubt (film TV) : Docteur Anna Pascu (épisode Eiszeit)
- 1998 : Peter und Paul (série télévisée) : Wiltrud Sonnleitner (épisode  Treu & Redlichkeit)
- 1998 : Die Neue - Eine Frau mit Kaliber (série télévisée) : Irene Killian (épisode Verhängnis)
- 1998 - 1999 : Schloßhotel Orth (série télévisée) : Lena Dorndorf (12 épisodes)
- 1999 : Die Rache der Carola Waas (film TV) : Birgit Manholt
- 1999 : Der Schandfleck (film TV)
- 2000 : Frische Ware (film TV) : Marie Doblhard
- 2000 : Fast ein Gentleman (série télévisée) : Elisabeth Engel (épisode Der Papa)
- 2000 : Nicht mit uns (film TV) : Susan
- 2001 : Alle meine Töchter (série télévisée) : Miriam (épisode Die Kur)
- 1998 - 2001 : Siska (série télévisée) : Frau Kreill / Frau Leske (épisodes Letzte Zuflucht et Frau Malowas Töchter)
- 2002 : Sinan Toprak ist der Unbestechliche (série télévisée) : Vera van Heesen (épisode Bis dass der Tod uns scheidet)
- 2002 : Rosamunde Pilcher (série télévisée) : Anne Priestley (épisode Mit den Augen der Liebe)
- 2002 : Medicopter (série télévisée) : Sybille Tremel (épisode Rufmord)